# Cantharis cryptica
Cantharis cryptica é uma espécie de insetos coleópteros polífagos pertencente à família Cantharidae.
A autoridade científica da espécie é Ashe, tendo sido descrita no ano de 1947.
Trata-se de uma espécie presente no território português.